# Erigorgus pilosellus
Erigorgus pilosellus là một loài tò vò trong họ Ichneumonidae.